# 李叔蕃
李叔蕃（：／，1373年—1440年），朝鮮王朝初期官吏。
本貫安城李氏。1393年文科及第後任官，是朝鮮太宗李芳遠的心腹。曾協助平定第二次王子之亂、1402年趙思義之亂。
1413年任兵曹判書、翌年任議政府判事、1415年封安城府院君，但因性格傲岸不遜，多次誇耀受朝鮮太宗恩寵，而被彈劾，1417年被判流刑。
朝鮮世宗為了编輯《龍飛御天歌》，把他從流刑地召回，詳細憶述先王故事。該書編寫完成後獲得赦免，但再也未能回到朝堂。
死後追贈大匡輔國崇祿大夫、議政府領議政，諡號忠肅。